# ボーイスカウトモルディブ連盟
ボーイスカウトモルディブ連盟（ディベヒ語: ސްކައުޓް އެސޯސިއޭޝަން އޮފް މޯލްޑިވްސް、英語: Scout Association of Maldives）は、1963年に設立されたモルディブのボーイスカウト連盟で、1990年には正式に世界スカウト機構に加盟している。加盟者数は5,072名（2008年現在）。男女ともに開かれている。
最高位のスカウトにはプレジデント・スカウトが与えられる。モルディブの経済は長年漁業に依存しており、そのためプレジデント・スカウト章は魚をあしらったものとなっている。

## 注
1. ↑  ދަ ސްކައުޓް އެސޯސިއޭޝަން އޮފް މޯލްޑިވްސްގެ ޗީފް ކޮމިޝަނަރގެ މަޤާމަށް ކުރިމަތިލުމަށް ހުޅުވާލުން （ディベヒ語）
2. ↑  “Triennial Report 2005-2008”.   世界スカウト機構. 2008年9月9日時点のオリジナルよりアーカイブ。2008年7月13日閲覧。